# 李家户乡
李家户乡是中国山东省德州市武城县下辖的一个乡。

## 行政区划
李家户乡下辖李官屯社区、郎寨社区、祥和社区、东升社区、代庄村、党庄村、耿庄村、巩庄村、后王庄村、李家户村、梁庄村、刘官屯村、刘王庄村、石官屯村、王家户村、魏庄村、辛庄村、盐厂村、苑寨村、张庄村、郑官屯村。